# 3-Nitrotoluène
Le 3-nitrotoluène est un dérivé du toluène possédant un groupe nitro. La formule brute de ce composé est C7H7NO2. C'est l'isomère méta du nitrotoluène.